# Cesta I. triedy 69
Die Cesta I. triedy 69 (slowakisch für ‚Straße 1. Ordnung 69‘), kurz I/69, ist eine kurze Straße 1. Ordnung in der Slowakei. Sie befindet sich in der Mitte des Landes in der Zvolenská kotlina und kopiert vollständig die Schnellstraße R1.

## Verlauf
Die I/69 beginnt an der Anschlussstelle Kováčová mit der R1 und Straße I/66 und erreicht gleich die gleichnamige Gemeinde. Nach einer weiteren Anschlussstelle Südosten erreicht sie den Kurort Sliač und fährt dem ansässigen Flughafen vorbei und parallel zum Fluss Hron. In der Vororten von Banská Bystrica endet sie wieder an der R1.